# Konstantynów Głębocki (majątek)
Konstantynów Głębocki – dawny majątek. Tereny, na których leżał, znajdują się obecnie na Białorusi, w obwodzie witebskim, w rejonie głębockim, w sielsowiecie Koroby.
Dawniej używana nazwa – Konstantynów-Dwór.

## Historia
W 1870 roku majątek leżał w wołoście Wierzchnie, w powiecie dziśnieńskim guberni wileńskiej. Wieś leżała 82 km od stolicy powiatu, Dzisny. W 1883 roku wieś razem z folwarkami Michalin i Bujnin zajmowała 3500 mórg, w tym 1000 mórg lasu. W dobrach znajdowała się gorzelnia oraz młyn. Budynki gospodarskie były murowane z cegły. Dobra należały wówczas do Michała Okuszki.
W dwudziestoleciu międzywojennym majątek Konstantynów Głębocki (lub Konstantynów Dziśnieński) leżał w granicach II Rzeczypospolitej w gminie wiejskiej Głębokie, w powiecie dziśnieńskim, w województwie wileńskim.
W czasach zaborów w powiecie dzisieńskim, w guberni wileńskiej Imperium Rosyjskiego. Pod koniec XIX wieku w majątku był pałac mieszczący kościół filialny parafii w Udziale, gorzelnia i młyn. Wszystkie zabudowania były murowane. Własność Okuszków.
W latach 1921–1945 folwark a następnie majątek leżał w Polsce, w województwie wileńskim, w powiecie dziśnieńskim, w gminie Wierzchnie, od 1929 roku w gminie Głębokie.

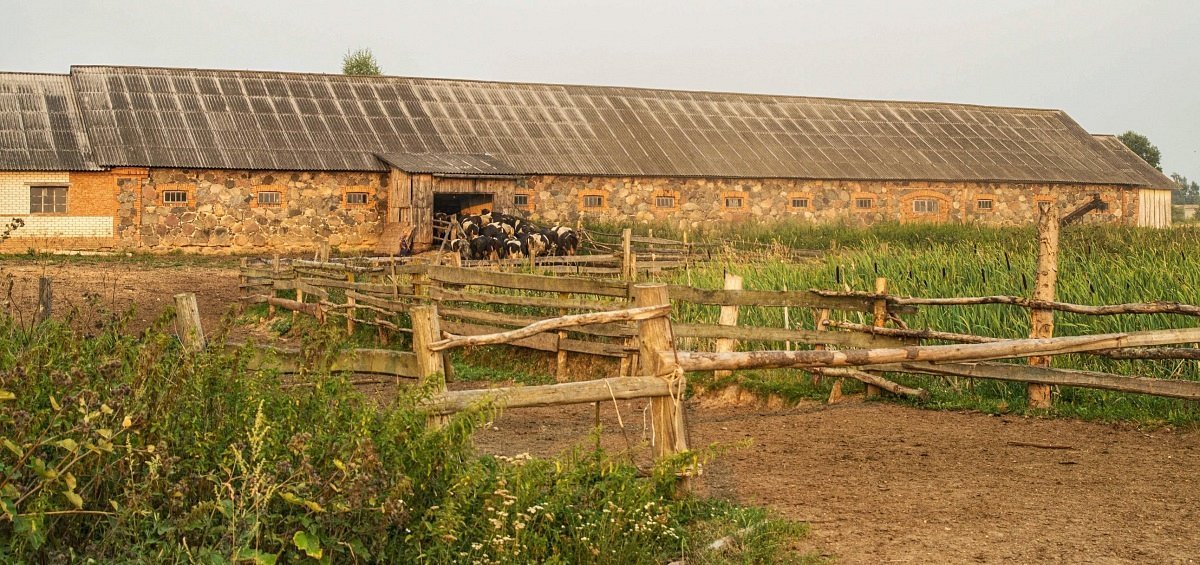
Podworskie zabudowania gospodarcze

Według Powszechnego Spisu Ludności z 1921 roku zamieszkiwało tu 85 osób, 79 było wyznania rzymskokatolickiego a 6 prawosławnego. Jednocześnie wszyscy mieszkańcy zadeklarowali polską przynależność narodową. Było tu 5 budynków mieszkalnych. W 1931 w 7 domach zamieszkiwały 73 osoby.
Wierni należeli do parafii rzymskokatolickiej w Konstantynowie i prawosławnej w miejscowości Wierzchnie. Miejscowość podlegała pod Sąd Grodzki w Duniłowiczach i Okręgowy w Wilnie; właściwy urząd pocztowy mieścił się w Wierzchni.

## Dwór Okuszków
We wsi znajduje się dwór wzniesiony w latach 30. XIX wieku przez Okuszków. Budynek jest zrujnowany. Obok stoi świren. Przy dworze znajdował się piękny ogród i dwa stawy hodowlane. W jednym z nich hodowano drapieżne ryby. Według Piotra Rałowicza, miejscowego krajoznawcy, dno stawów wyłożone było deskami by zapobiec zaglonieniu.